# Kevin Harpham
Kevin William Harpham ist ein US-amerikanischer Rechtsextremist. Er wurde bekannt durch einen versuchten Bombenanschlag während des Martin-Luther-King-Tages 2011 in Spokane.

## Leben
Kevin Harpham diente von 1996 bis 1999 in der US Army und war in dieser Zeit in Fort Lewis in der Nähe von Tacoma stationiert. Mitte der 2000er-Jahre bekundete er erhebliches Interesse der Organisation Aryan Nations beizutreten, soll nach Angaben eines Sprechers der Organisation aber nicht beigetreten sein. Er beteiligte sich an einem rassistischen Internet-Forum, unter anderem mit Ratschlägen zum Bau von Bomben.

## Versuchtes Bombenattentat
Kurz vor Beginn der Parade anlässlich des Martin-Luther-King-Tages fanden Arbeiter die in einem Rucksack auf einer Parkbank neben der Route der Parade platzierte Bombe. Der Sprengsatz bestand aus Sprengstoff, schrapnellartigen Metallstücken und Rattengift, um die Blutgerinnung bei den Opfern zu unterbinden.